# Липовское (озеро, Кингисеппский район)
Ли́повское — солёное озеро на территории Усть-Лужского сельского поселения Кингисеппского района Ленинградской области.

## Общие сведения

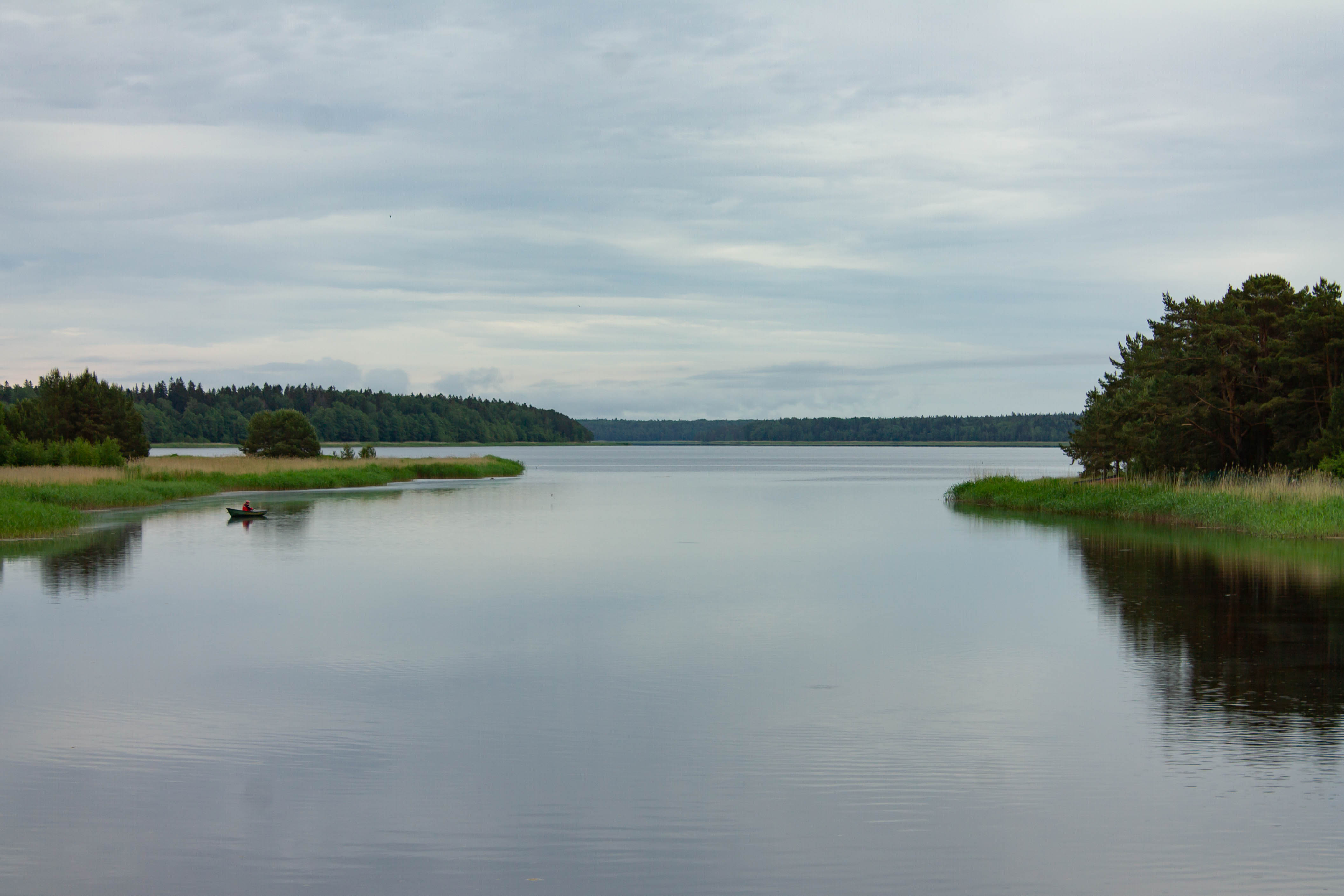
Вид с моста в Курголово на протоку и озеро

Площадь озера — 5,3 км², площадь водосборного бассейна — 44,6 км². Располагается на высоте 0,0 метров над уровнем моря.
Форма озера продолговатая, вытянуто с северо-запада на юго-восток. Берега озера каменисто-песчаные.
В северо-западной оконечности озеро протокой соединяется с Финским заливом.
С южной стороны в озеро впадает ручей, вытекающий из озера Белое.
У северо-западной оконечности озера расположен посёлок Курголово.
Код объекта в государственном водном реестре — 01030000611102000025019.